# James Rector
John "James" Alcorn Rector (Hot Springs, Arkansas, 22 de juny de 1884 − Hot Springs, 10 de març de 1949) va ser un atleta estatunidenc que fou el primer esportista d'Arkansas que va competir als Jocs Olímpics.
James Rector que va nàixer a Hot Springs el 1884 era el net del governador d'Arkansas durant la Guerra de secessió Henry Massey Rector i de l'antic governador de Mississipi, James Alcorn. Va guanyar la medalla d'argent als 100 metres durant els Jocs Olímpics de Londres de 1908, igualant el rècord olímpic durant la correguda (10,8 segons) alhora a les qualificacions i a les semifinals. Va perdre contra Reggie Walker a la final, corrent la distància en 10,9 segons mentre que Walker va arribar a 10,8 segons per segona vegada. James Rector esdevingué després un advocat prominent de Saint Louis (Missouri) i hi exercí més d'una trentena d'anys abans de retirar-se a Hot Springs (Arkansas).